# Incidente no Exército Britânico (1982)
O Incidente do Fogo Amigável de Gazelle do Exército Britânico de 1982, foi um episódio da Guerra das Malvinas, no qual a Marinha Real Britânica destruiu um helicóptero do modelo Aérospatiale Gazelle.